# ازيلف
ازيلف (بالفرنسية: Izilf)‏ هي واحة مغربية تقع على بعد حوالي 7,5 كيلومترفي مدينة تنجداد في منطقة مكناس تافيلالت.

## أصل الكلمة
اسم ازيلف من اصل أمازيغي وتعني «حرق شيئا».

## تهديد
هذه الواحة مهددة بشكل متزايد بالتصحر الذي يكتسب مساحات واسعة كل عام بسبب اضطرابات نظم الأمطار، وتعاقب سنوات الجفاف، دون أن ننسى تأثير الرعي الجائر على اتساع هذه الظاهرة في المنطقة.

## انظر كذلك

### مقالات ذات صلة
- تنجداد
- جغرافيا المغرب

### روابط خارجية
- صورة للواحة